# Parley Baer
Parley "Edward" Baer (Salt Lake City, Utah, 5 augustus 1914 – 22 november 2002) was een Amerikaanse acteur en radio-dj.

## Biografie
Baer heeft drama gestudeerd aan de Universiteit van Utah. Hierna is hij het leger ingegaan en heeft meegevochten in de Tweede Wereldoorlog, hij verdiende in deze oorlog zeven sterren en een oorkonde van de president van de Verenigde Staten. Hij bereikte de rang van kapitein.
Baer ging hierna werken in het circus als pikeur bij Circus Vargas. Later ging hij werken bij de Community L.A. Circus in Los Angeles en hij ging als leraar aan de slag bij de Los Angeles Zoo. Baer ging ook aan de slag als radio-dj bij radiostation KSL in Utah. Hij werd een van de best radio-dj’s in de jaren veertig en vijftig.
Baer begon in 1950 met acteren in de tv-film The Kid from Texas. Hierna heeft hij nog meerdere rollen gespeeld  in tv-series en tv-films (meer dan tweehonderd) zoals I Love Lucy (1955-1957), The Adventures of Huckleberry Finn (1960), Have Gun - Will Travel (1959-1962), The Andy Griffith Show (1962-1963), Wagon Train (1962-1963), Bonanza (1961-1966), The Addams Family (1965-1966), Perry Mason (1961-1966), Bewitched (1966-1972), The Time Machine (1978), Little House on the Prairie (1976-1980), Lou Grant (1979-1982), The Dukes of Hazzard (1981-1984), Quantum Leap (1991-1992) en L.A. Law (1990-1994).
Baer is op 9 april 1946 getrouwd en kreeg hieruit twee dochters. Zij zijn vierenvijftig jaar samen geweest toen zijn vrouw kwam te overlijden. Hijzelf stierf in 2002 in zijn woonplaats Los Angeles aan de gevolgen van een hersenbloeding.
- Gemeinsame Normdatei: 1237421640
- International Standard Name Identifier: 0000 0000 3134 4819
- Library of Congress Control Number: n78045792
- Istituto Centrale per il Catalogo Unico: DDSV000372
- SNAC: w6hc219g
- Virtual International Authority File: 48019497
- WorldCat: E39PBJkdjTJJkDcPRmpKKj74MP